# Большие Параты
Большие Параты (мар. Кугу Порат) — бывшее село в Марийском крае, бывший административный центр Большепаратской сотни. В XIX веке село разделилось на Старые Параты и Новые Параты.
Ранее в селе находился центр Большепаратской сотни, марийского населённого пункта, позднее разделившегося на Старые Параты (Черкысола) и Новые Параты (Шарача), включая Янциткино и Томскино. Сотня упоминается как волость Порат Галицкой дороги Казанского уезда с XVII века. Сотня включала окрестные населённые пункты Бизюргуб (Пызырьгуп), Очаково (Эчаксола, Йыраҥйал), Малые Параты (Чодраял), Отымбал, Вахоткино (Бакутсола), Иманайкино (Кожлалӱвал), Кабачище (Парат, ныне город Зеленодольск, Татарстан), Ильинское (Ошландер, ныне на территории Зеленодольского района Республики Татарстан), Васюткино (Ватынйер), Качейкино (Чопайсола), Китунькино (Кытынсола), Моркиялы (Моркыял). Примерно в XVIII веке Малые Параты переехали на другое место и образовали Малопаратскую сотню.